# Никольский сельский округ (Акмолинская область)
 Ни́кольский се́льский окру́г (каз. Никольск ауылдық округі) — административная единица в составе Буландынского района Акмолинской области Республики Казахстан.
Административный центр — село Никольское.

## География
Административно-территориальное образование расположено в юго-восточной части района, граничит:
- на севере и востоке с Алтындынским сельским округом,
- на юге с Аккольским районом,
- на западе с Отрадным ЛХПП.

Сельский округ расположен на северных окраинах казахского мелкосопочника. Рельеф местности представляет собой в основном сплошную равнину с малыми возвышенностями и лесными массивами (преимущественно на севере).
Гидрографическая сеть представлена двумя озёрами.
Климат холодно-умеренный, с хорошей влажностью. Среднегодовая температура воздуха отрицательная и составляет около −3,0 °C. Среднемесячная температура воздуха в июле достигает +19,1 °C, в январе она составляет около −15,3 °C. Среднегодовое количество осадков составляет более 430 мм. Основная часть осадков выпадает в период с мая по август.
Через территорию сельского округа проходит железная дорога «Курорт Боровое — Астана», имеется станция Ельтай в селе Никольское. Проходит также проселочная дорога — которая соединяет населённые пункты округ между собой.

## История
В 1989 году существовал как — Никольской сельсовет (сёла Никольское, Ултуган).
В периоде 1991—1998 годов Никольский сельсовет был преобразован в сельский округ.

## Население
| Численность населения | Численность населения | Численность населения | Численность населения |
| 1989                  | 1999                  | 2009                  | 2021                  |
| --------------------- | --------------------- | --------------------- | --------------------- |
| 3483                  | ↘2923                 | ↘2130                 | ↘1234                 |

## Состав
| № | Населённый пункт | Тип населённого пункта       | Население, 1989 | Население, 1999 | Население, 2009 |
| - | ---------------- | ---------------------------- | --------------- | --------------- | --------------- |
| 1 | Никольское       | село, административный центр | 3 251           | 2 675           | 2 051           |
| 2 | Улытоган         | село                         | 232             | 248             | 79              |

## Экономика
На территории сельского округа зарегистрировано 41 хозяйствующих субъекта, в том числе:
- ТОО — 3 единиц,
- КХ – 3 единицы,
- ИП – 35 единиц,

Основная деятельность которых ориентирована на выращивание зерновых культур, развитие животноводства, розничная торговля и оказание различных видов услуг.
Основное сельскохозяйственное производство на территории сельского округа принадлежит ТОО "Никольское" и ТОО «Ельтай Агро. Основная их деятельность которых ориентирована на выращивание зерновых и масленичных культур. Развитием животноводства занимаются 2 крестьянских хозяйства КХ «Шахатов Р.Т.», КХ «Аманат», одно из которых направленно на развитие племенного животноводства казахской белоголовой породы.
По данным пересчетам поголовья скота при заполнении по хозяйственных книг на 01 января 2022 года поголовье скота и птицы составляет:
- КРС — 909 голов (больше на 60 голов), из них коровы — 434 голов (больше на 4 гл.);
- МРС — 2 193 голов (меньше на 91 голов с предыдущим годом);
- лошадей — 424 (меньше на 15 голов);
- свиней — 74 (меньше на 1 голову);
- птицы — 4 105 (больше на 15 шт.).

В хозяйствующих субъектах:
- ТОО «Никольское» — 133 КРС,14 — лошадей;
- ТОО «Шаруа - Кокше» — нет;
- КХ «Аманат» — 50 КРС, 9 — лошадей, 49 — МРС;
- КХ «Шахатов Р.Т.» — 282 КРС.

## Инфраструктура
На территории округа функционируют 3 школы, в КГУ «Общеобразовательная школа №1 села Никольское» численностью учащихся — 121, КГУ «Общеобразовательная школа №2 села Никольское» — 84 и мини-центр с полным днем пребывания 20 детей, КГУ «Начальная школа села Никольское» — 11 с мини-центром с неполным днем пребывания 4 детей.
Имеется сельская библиотека, фонд которого составляет 7 048 экземпляров. В библиотеке на протяжении 11 лет действует Клуб пенсионеров «Душою молоды всегда».
Никольская ВА обслуживает 2350 человек двух сельских округов: Никольский и Алтындинский.
Услуги телефонной связи и широкополостного доступа к сети интернет населению предоставляет следующие компании:
- «Транстелеком» - 309 абонентов;
- «Казахтелеком» - 309 абонентов.

## Местное самоуправление
Аппарат акима Никольского сельского округа — село Никольское, улица Советская, дом №1.
- Аким сельского округа — Шахатова Жанна Кабеновна[1].